# К. А. Бертини
K. A. Бертини (ивр. ק. א. ברתיני‎; настоящее имя (Колмэн)-Арн Голергант; 15 июня 1903, Бричева, Сорокский уезд, Бессарабская губерния — 1995, Израиль) — израильский поэт, публицист и переводчик. Отец дирижёра Гари Бертини. Писал главным образом на иврите.
Литературный псевдоним — по имени жены, Берты Голергант (урождённой Лехт).

## Биография
Родился в еврейском местечке Бричево Сорокского уезда Бессарабской губернии (сейчас Бричева Дондюшанского района Молдовы). После хедера в Бричево окончил гимназию в Бельцах. Учился в Пражском (1923—25) и Сорбоннском (1925—27) университетах. Был директором еврейской гимназии сети «Тарбут» (Культура, с обучением на иврите) в Сороках.

Дебютировал стихами в газете «hаОлам» (Мир, под редакцией Хаима Гринберга) в 1924 году, первый стихотворный сборник «Тмол деhе» (Поблекшее прошлое) вышел в Кишинёве в 1939 году. Там же и в том же году опубликовал сборник рассказов для детей и участвовал в другом, коллективном сборнике (совместно с М. Гольденбергом, И. Вайнштейном и Левином Кипнисом).

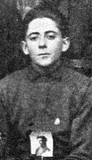

В 1938—1939 годах вместе с Золманом Розенталем и Д. Винницким редактировал учебно-педагогические издания «Мин hаЦад» (Со стороны) и «Пинкаси» (Тетрадь), изданные гимназической сетью «Тарбут в Бессарабии»; совместно с Б. Медниковым составил терминологическое пособие на иврите для школьников по природоведению, физике, химии, анатомии и гигиене. В 1940 году был арестован и выслан в Сибирь, семья в годы Великой Отечественной войны — в гетто в Транснистрии.
В 1946 году выехал с семьёй в Румынию, в Израиле (подмандатной Палестине) — с 1947 года. Дружил и сотрудничал с другим бессарабским литератором Б. И. Михали, с которым выпустил ряд сборников эссеистики по истории еврейства и ивритской литературы Бессарабии. В 1965-70 годах редактировал журнал «Мознаим» — орган израильского Союза Писателей пишущих на иврите; редактор серии «Мивхар сифрутену лаам» (всего 20 сборников, 1965-74).
Автор десяти поэтических сборников на иврите, в том числе «Милаил ад бокер» (С ночи до утра, 1951); «Марот ал hаэфер» (Образы на пепле, 1954); «Швил кахол» (Синяя тропа, 1961), «Бакбук ал пне hамаим» (Бутылка на воде, 1969), «Махшаким удрахим» (Тьма и дороги, 1974), «Кол hацваим hахем: ширей Иерушалаим ве-ширим ахерим» (Все эти цвета: стихи о Иерусалиме и другие стихи, 1978), «hаяин hакар» (Холодное вино, 1982), «Леорех hаямим веле-орех hамаим» (Протекая сквозь дни, 1988). Переводил на иврит произведения русской (рассказы Леонида Андреева, стихи Рины Левинзон), румынской (стихи Марии Бануш) и французской (Натали Саррот, А. Фурнье, «Гаргантюа и Пантагрюэль» Франсуа Рабле) литературы. Но особенно много перевёл с идиша: поэзию — Г. Лейвика, Аврома Суцкевера, Янкева Фридмана, Марка Шагала, Ицика Мангера, Давида Гофштейна; прозу — Йосефа Бурга, Шлоймэ Бикля, пьесу Давида Бергельсона «Принц Реубейни», составленный им самим сборник рассказов Мойше Альтмана (под названием «Беомек hареи» — в глубине зеркала, 1967), роман Шолом-Алейхема «Блуждающие звёзды» и многое другое; составил антологию идишской поэзии в ивритских переводах (подробная библиография).
Большинство переводов К. А. Бертини на иврит вышли отдельными книгами. Переводил и с иврита на идиш. В 1953 году вместе с Э. Мейтусом подготовил юбилейное издание произведений бессарабского прозаика Шломо Гилельса («Шай леШломо» — подарок Шломо). В 1970 году составил двуязычную (идиш и иврит) мемориальную книгу евреев Бричево. Один из редакторов раздела бессарабского еврейства в многотомной «Энциклопедии еврейской диаспоры» (том 2). Мемуарные эссе вышли отдельным изданием «Саде реэйя» (В поле зрения) в 1977 году. Поэтические произведения неоднократно переиздавались в сборниках избранных произведений.